# 東京地鐵沙林毒氣事件
東京地鐵沙林毒氣事件（直译：「地铁沙林事件」），日本警察厅对此的正式命名为地铁站内多起投毒杀人事件（日語：地下鉄駅構内毒物使用多数殺人事件），是奥姆真理教成员于1995年（平成7年）3月20日在日本东京同时犯下的多起本土恐怖主义行为。
事件發生於日本時間1995年3月20日早上，在五次有组织的袭击中，行凶者在高峰时段向帝都高速度交通营团（如今的东京地铁）运营的地铁车厢中的三条线路释放沙林神经毒剂，造成许多乘客、工作人员、服务员和帮助救援受害者的人中，共13人死亡，受伤人数约6300人，并造成近1000人暂时视力问题。
事件策劃者奧姆真理教教主麻原彰晃以及9名教徒，共10名被判死刑定讞。麻原彰晃、井上嘉浩、中川智正、遠藤誠一、土谷正實、新實智光6人於2018年7月6日先後被處決，其餘4人（林泰男、豐田亨、横山真人、廣瀨健一）則於同年7月26日伏法；另5名共犯被判無期徒刑。期間曾有3名教徒潛逃，後全被逮捕。

## 背景資料
沙林是一种神经毒剂，透過抑制乙酰胆碱酯酶来破坏神经系统的功能。沙林可经由皮肤、眼睛接触、呼吸道的吸入或由口食入等途径危害身体，在人体中的降解速度很慢，具有累积毒性。
成立于1984年的奥姆真理教，原称“奥姆神仙会”（オウム神仙の会），首脑松本智津夫化名麻原彰晃，混合藏传佛教和印度宗教元素，形成了以末世说为核心的教义：人类将在世界大战中迎来末日，只有教徒可以存活，并在末日后建设名为香巴拉的国度；非教徒如果被教徒杀死，则死后可得救赎上天堂；否则将会下地狱。1988年，奥姆真理教总部迁至静冈县富士宫市；翌年得到日本政府认可为宗教团体。
然而，伴随着教团的扩大，成员的行为也越来越激进。从一开始脱教者被教徒杀害，发展到连反对奥姆真理教成为宗教的律师坂本堤惨遭灭门；麻原的精神更加异常，出现夸大妄想。在参与1990年日本众议院选举大败后，麻原更视日本政府为仇敌，开始研究肉毒杆菌毒素、光气等毒剂，以求推翻日本政府并取而代之。
尽管教团采用各种方式试图制造毒剂，但最初几年的努力均告失败，更因龜戶異臭事件等可疑举动遭到社会公论和警察搜索，麻原不得不暂时收敛。然而，筑波大学出身的教徒土谷正实却在此时建议改为制造沙林，因为它的成本效益最高。在山梨县上九一色村的设施里，土谷首先尝试制造了十余克的沙林，使用的是法本工业在1938年发明的方法；之后为了制造高达70吨的沙林，麻原和24名其他教徒来到西澳大利亚，一边寻找铀矿（显然是为了开发核武器），一边进行动物实验。1993年9月，名为“真相-7”的设施在上九一色村建立，用于制造沙林，但产量仅有40-50升，且教徒的科学素养普遍不高，设施发生各种泄漏后，引来周边民众质疑，不得不暂停使用。
根据日本官方的调查，奥姆真理教制备沙林的过程分为五步：
1. 使用三氯化磷、甲醇、二乙基苯胺为原料，溶于正己烷中，制得亚磷酸三甲酯；二乙基苯胺在反应中形成盐酸二乙基苯胺沉淀：{\displaystyle {\ce {PCl3 + 3CH3OH + 3C6H5N(C2H5)2->(CH3O)3P + 3C6H5N(C2H5)2*HCl v}}}
2. 使用碘单质做催化剂，将亚磷酸三甲酯转化为甲基膦酸二甲酯，产率为98.7%：{\displaystyle {\ce {P(CH3O)3->[I_2] CH3P(O)(CH3O)2}}}
3. 甲基膦酸二甲酯和五氯化磷共热，得到甲基膦酰二氯，通过分馏法除杂，产率约为73%：{\displaystyle {\ce {CH3P(O)(OCH3)2 + 2PCl5 -> CH3P(O)Cl2 + 2POCl3 + 2CH3Cl}}}
4. 使用氟化钠取代甲基膦酰二氯，获得甲基膦酰二氟，产率约88.2%：{\displaystyle {\ce {CH3P(O)Cl2 + 2NaF->CH3P(O)F2 + 2NaCl}}}
5. 甲基膦酰二氯和甲基膦酰二氟混合后与异丙醇反应，生成沙林，产率约为73.9%：{\displaystyle {\ce {CH3P(O)Cl2 + CH3P(O)F2 + 2(CH3)2CHOH->CH3P(O)FOCH(CH3)2 + 2HCl}}}此反应有副反应：{\displaystyle {\ce {CH3P(O)Cl2 + CH3P(O)F2 + 4(CH3)2CHOH->CH3P(O)[OCH(CH3)2]2 + 2HCl + 2HF}}}

松本沙林毒气事件中，教团制备了30千克的沙林，验证了沙林的有效性。但警方却在奥姆真理教的设施附近的环境采样中发现了甲基膦酸，使得教团制备沙林的嫌疑加深。1995年1月，《读卖新闻》报道了警方的发现，因而教团销毁了大量的毒剂和生物武器。
由于教团的可疑行为留下太多线索，警方判定教团涉及公证局事务长绑架监禁致死事件等案件，最终决定在1995年3月22日搜查奥姆真理教。此事被自卫队内的教徒通报给麻原，麻原便下令在3月20日通过东京地铁发动袭击。
为了能够瘫痪日本的政治机关和执法机构，奧姆真理教選定了日本的政治中樞——東京都霞關（中央省廳集中地，鄰近皇居）及永田町（日本國會、首相官邸及當時執政黨自民黨總部所在地）做為襲擊目標。在其後的調查中，警方發現，奧姆真理教亦希望透過地下鐵對警視廳總部進行間接攻擊。
1995年3月18日，麻原紧急命令远藤诚一重新制备沙林。因为一个月前的销毁工作导致甲基膦酰二氯不足，只能使用1.4千克尚未销毁的甲基膦酰二氟制备沙林，故纯度只有松本沙林事件的一半左右。成品分为两层，一层透明，一层为淡褐色，但无论哪一层都含有沙林成分。

## 襲擊

### 千代田線A725K列車

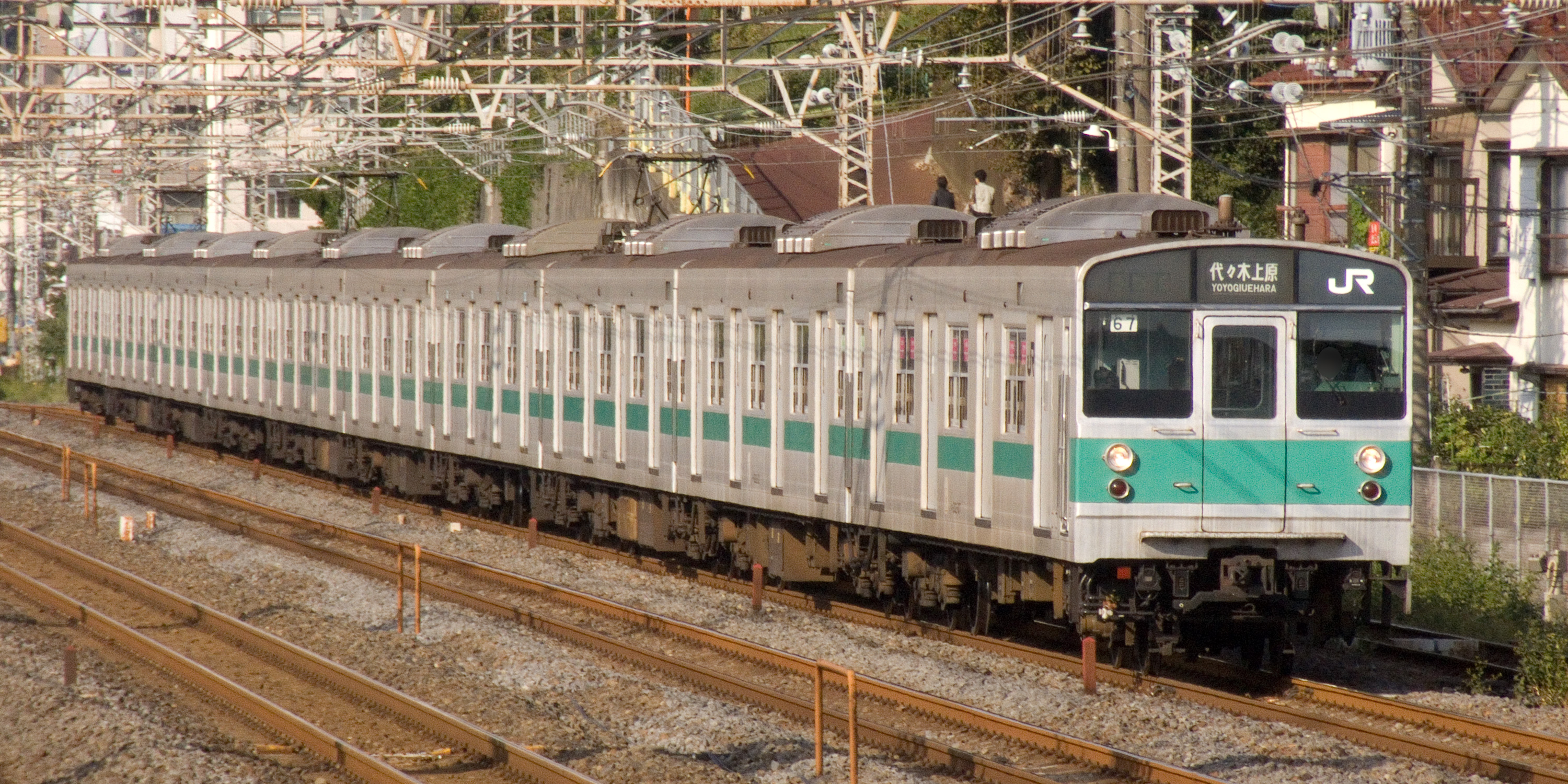
遭襲的203系マト67編成

由林郁夫和新實智光兩人組成的襲擊小組負責，他們於前往車站途中購買日本共產黨機關報《赤旗報》與創價學會機關報《聖教新聞》，準備來包裹裝有沙林液體的容器。林郁夫穿著感冒和流感季節時日本常用的外科口罩。林郁夫於7時48分在常磐緩行線綾瀨站登上由我孫子站開出，直通千代田線往代代木上原站的A725K列車（203系マト67编成）的第一車廂，及後於新御茶之水站戳穿裝有沙林液體的容器並離開車站。
沙林毒氣洩漏後，列車直到4個站之後的霞關站才停止運行。沙林液體包在那裡由車站人員移除，但由于缺乏防护和不了解包裹内容，多位工作人员受到伤害，其中两人死亡。這次襲擊造成2人死亡，231人受傷。林郁夫被判無期徒刑，由於他事後主動供述事件的始終和對事件表示後悔，並協助指控麻原，終令控方主動由請求死刑改為請求終身監禁。他也是5個實際施襲者中唯一未被判死刑的人，新實智光則因涉及坂本堤律师灭门惨案而被判死刑。

### 丸之內線A777列車

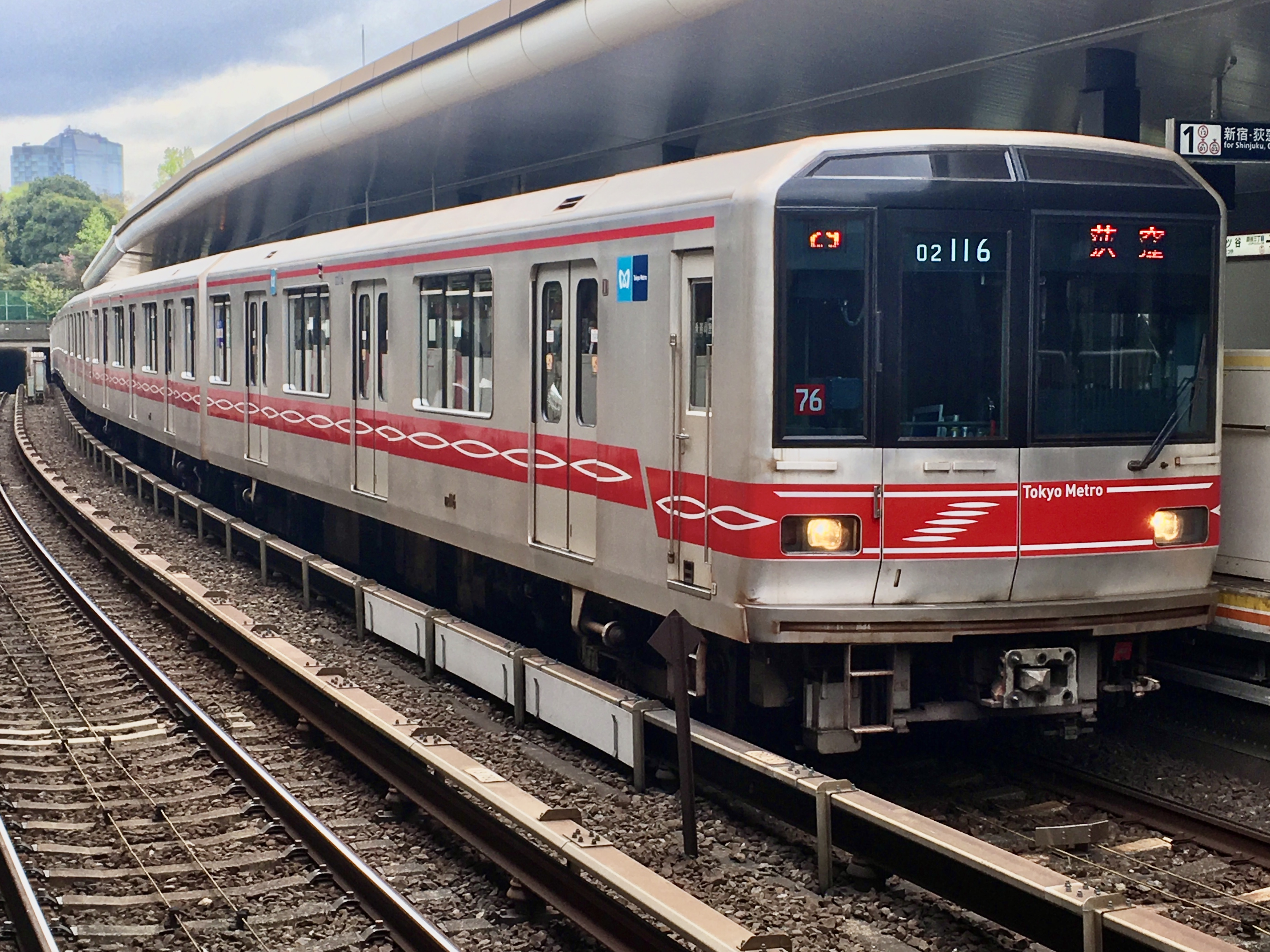
遭襲的02系第16編成，攝於列車大修後

由廣瀨健一和北村浩一兩人組成的襲擊小組負責，他們於早上6:00離開位於南青山的奧姆真理教總部，驅車前往四谷站。廣瀨健一在該站登上丸之內線自池袋站開往荻窪站的A777列車（02系第16编成）的3號車廂，然後於新宿站轉搭JR埼京線列車，並於池袋站下車，並購買一份體育報來包裹裝有沙林液體的容器。
當他正想釋放沙林毒氣時，因為廣瀨健一放下報紙包裹所產生的聲響引起了一個女學生的注意。為了避免進一步受到懷疑，他在茗荷谷站或後樂園站下車並更換車廂，然後於御茶之水站使用雨傘戳穿裝有沙林液體的容器，900毫升的沙林液體被完全釋放在車廂中。事後他搭乘北村浩一等候在外的汽車離開車站。
在經過14個車站之後，兩名嚴重受傷的乘客於中野坂上站被移出車廂，而車站值班員西村澄男將裝有沙林液體的容器移除。雖然兩名嚴重受傷的乘客被送往醫院，但是該列車並沒有即時停止服務並於荻窪站折返，最後於新高圓寺站停止服務。
這次襲擊造成1人死亡，358人受傷。廣瀨於2000年被判死刑，2004年上訴無效，2009年決定放棄上訴。而北村則被判無期徒刑。

### 丸之內線B701/A801/B901列車

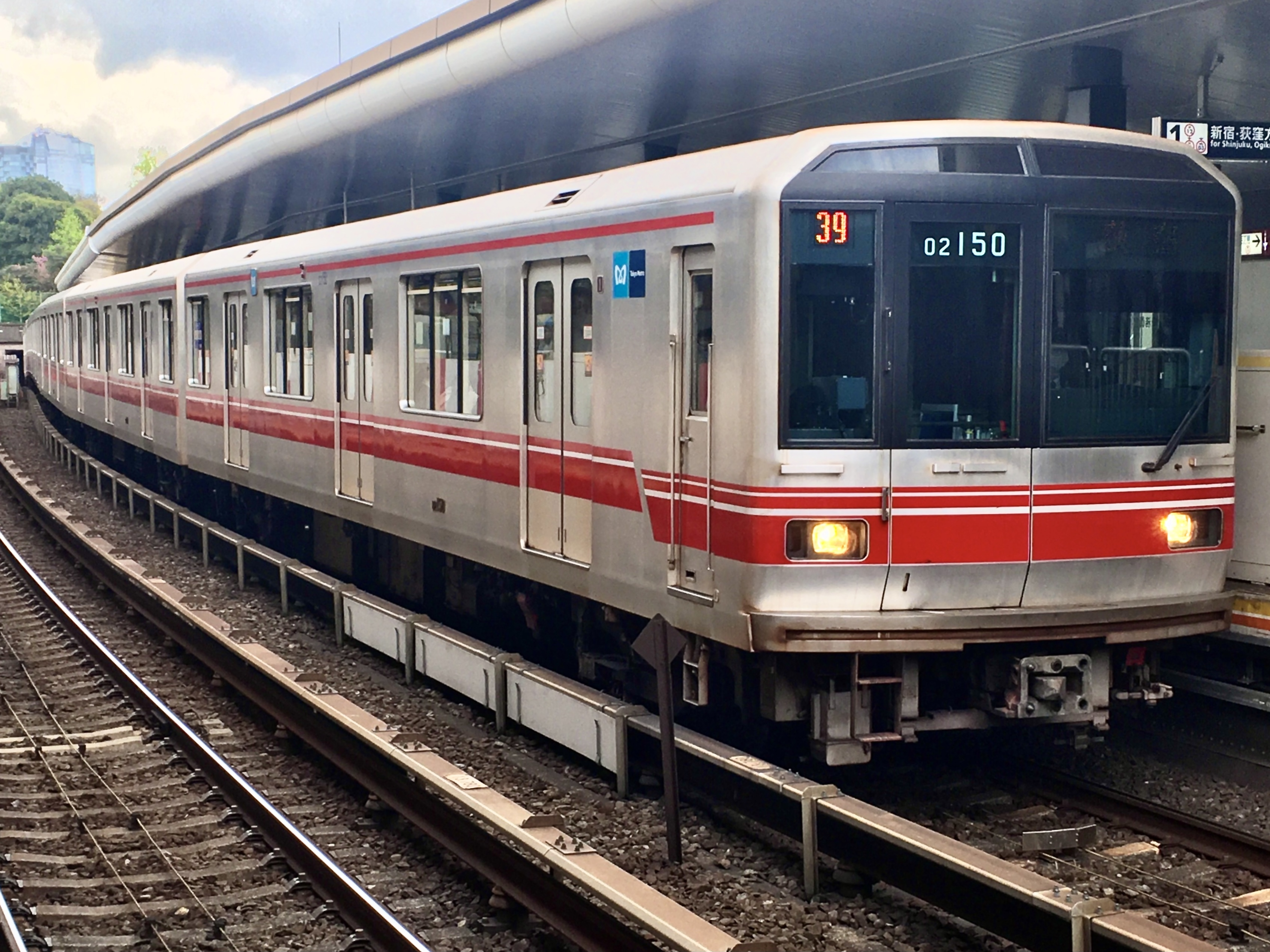
遭襲的02系第50編成

由横山真人和外崎清隆兩人組成的襲擊小組負責，橫山真人在途中購買《日本經濟新聞》來包裹裝有沙林液體的容器。橫山真人戴上假髮與眼鏡變裝，於上午7時39分在新宿站登上丸之內線往池袋站的B701列車（02系第50编成）的第5車廂。由于横山真人太过紧张，於四谷站將裝有沙林液體的容器戳穿一個小洞后逃走。
B701列車於上午8時30分準時抵達池袋站，並於8時32分更換車號為A801，於池袋站折返繼續運行至新宿站。乘客開始發病後於後樂園站告知車站人員，站長中途於本鄉三丁目站自行用拖把清理地板。A801列車則在早上9時09分到達新宿站，改車號為B901，再次折返往池袋站方向行駛。直至早上9時27分，也就是沙林毒氣散布了1小時40分鐘後，該列車才於霞關站停駛。
由於只戳穿一個洞，沙林毒氣的擴散速度沒有其他列車快。所以雖然此列車是5列「有毒列車」中最後被發現的一列，但只造成約200人受傷，無造成任何乘客死亡。
橫山於1999年被判死刑，外崎則判無期徒刑。

### 日比谷線B711T列車
由豐田亨和高橋克也兩人組成的襲擊小組負責，他們於早上6時30分離開奧姆真理教總部，並購買《報知新聞》來包裹裝有沙林液體的容器。豐田亨於上午7時59分登上日比谷線由中目黑站開出往東武動物公園站的B711T列車（東武20000系第11编成）的第一車廂，及後於惠比壽站戳穿裝有沙林液體的容器並離開。
兩站之後的六本木站，第一車廂的乘客開始覺得自己受到沙林毒氣的影響，並開始打開窗戶。乘客於三站之後的神谷町站陷入恐慌，部份人被即時送往醫院，列車第一車廂的乘客被疏散。最後列車於霞關站停駛。
這次襲擊造成1人死亡，532人受傷。
豐田被判死刑，負責接應的高橋克也逃亡至2012年6月15日被捕，被判無期徒刑。

### 日比谷線A720S列車

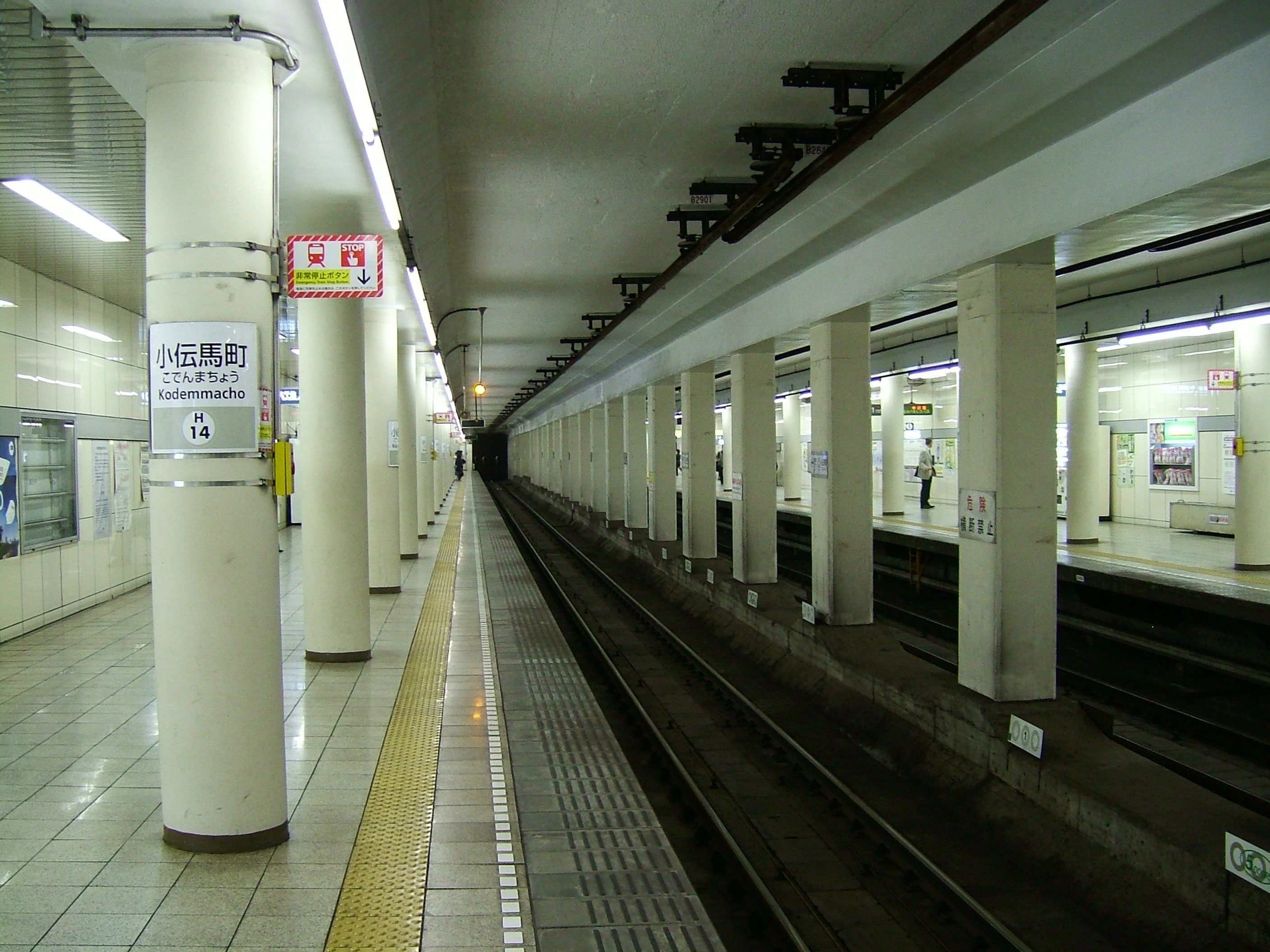
小傳馬町站是事件中死亡人數最多的地鐵站

由林泰男和杉本繁郎兩人組成的襲擊小組負責，與其他的攻擊小组不同，林泰男攜帶三個沙林液體包搭上列車，而不是兩個。据称，林泰男是為了消除其他人的猜疑和證明自己對於組織的忠誠才攜帶三個沙林液體包。林泰男於上午7時43分在上野站登上日比谷線北千住站開出往中目黑站方向A720S列車（03系第10编成）的第三車廂，及後於秋葉原站戳穿裝有沙林液體的容器，並於8時30分回到奧姆真理教總部。
因林泰男攜帶的毒液包最多，再加上他於容器上戳穿了多個洞，乘客立刻受到沙林毒氣的影響。在下一站小傳馬町站有一位乘客注意到沙林毒液包，於是將它踢出車廂，列车行驶产生的气流使毒气迅速扩散，導致4名等候列車的乘客死亡，部份具揮發性的沙林液體仍然留在車上。後來列車於行駛5站後，有人於8時10分左右在八丁堀站按住緊急按鈕，於是列車緊急於築地站停車，列車車門開啟後大量該列車的乘客及等候列車的乘客昏倒於月台上，列車退出營運。
這次襲擊造成8人死亡，超過2,475人受傷，為死傷最嚴重者。原本政府認為發生爆炸事件，因此媒體都這樣報導。最後車站服務員認為這次事件不是爆炸，而是化學武器攻擊。後來林泰男被判死刑，杉本繁郎被判無期徒刑。
其餘線路中，銀座線、東西線及半藏門線也有傷者出現。

## 地下鐵檢查与救援
8时09分，东京消防厅接到茅场町站“有人倒地”的报警。8时10分，日比谷线多位乘客晕倒，当时列车司机报告为疑似发生爆炸（这也误导了之后的救援及报道），救援人员开始前往地铁站。
8时16分，圣路加国际医院接到消防厅报道（当时仍以为是爆炸事件），准备接收伤员。随后东京都立墨田医院等院也开始接收伤员，但当时尚不能确认为沙林毒气中毒，大部分医院根据呼吸困难、瞳孔缩小等症状进行对症治疗。
8时17分，东京消防厅接到筑地站“一列火车发生爆炸，多人受伤”的报告。
8时21分，警视厅本部向八丁堀站警署报道站内办公室有两人出现身体不适，具体情况不明。
8时22分，察觉到情况异常的东京消防厅派出化学特遣中队。
8时24分，接到筑地站有人往车厢内倾倒汽油的报警，警视厅本部指示现场警员调查是否出现“G事件”（游击事件，即恐怖袭击）。
8时30分，“东京消防厅同时多发救助救急对策本部”设立，指挥救援工作。
8時35分，日比谷线全线停运，並緊急疏散乘客。与此同时，有警员到达茅场町站，并从受害者口中确认为毒气袭击事件，但此时警员未配备相应防护。
至於丸之內線、千代田線的「有毒列車」被發現，由於通報列車內的不明物、刺激性氣味，進而檢查造成脫班。
8时50分，警视厅请求自卫队派出防化专家。
8时54分，警视厅储备的防毒面具运抵现场。
8时57分，东京23个区全部做出G事件部署。
9时03分，警视厅应急处理小组到达现场，开始处理有害物品。
9时05分，现场样本送达科学警察研究所。
9時27分，營團地下鐵決定暫停全部路線的營運（此時B901列車的沙林仍未被發現）。大規模的檢查後，除查出「有毒列車」的三線外，中午已大致恢復正常（但增加了警力和安保措施）。
9时34分，气质联用分析确认为含杂质沙林毒气，不过此时霞关站样本送达，科学警察研究所希望一并分析完毕后再发布公告。
9时40分，消防厅化学特遣中队在现场从样本中分析出了乙腈，因为当时消防厅的设备还没有沙林毒气的数据。
10时左右，科学警察研究所建议各医院按有机磷中毒处理（有机磷中毒的解毒剂解磷定对沙林毒气中毒也有作用）。
10时15分，处理过松本沙林毒气事件的信州大学医院院长柳泽伸夫在了解相关信息后，强烈怀疑是沙林毒气袭击。此时各医院开始向患者施用解磷定。
由于有机磷中毒通常源于农药，因此在东京这类大都市中，医院解磷定库存极少。总部位于名古屋的药品经销商铃谦株式会社了解情况后，从全国各地向东京运送解磷定。为确保速度，公司职员乘坐回声号新干线列车于各站点间接力运送。当时日本唯一的解磷定生产商住友制药也开始加急生产，到当日晚上，已有数千剂运抵东京。
15时18分，自卫队前往现场开展净化行动，但由于缺乏经验，车队在市内行动相当混乱，延误了到达时间。
丸之內線、千代田線均有部分區間被封鎖直到下午。日比谷線、作為三線交匯點的霞關站持續關閉，另外兩線列車即使在霞關站停車也不開門。日比谷線直到隔日才恢復營運。
3月21日凌晨，洗消工作已全面完成。

## 傷亡
在沙林毒氣襲擊車站當天，救護車總共運送688名患者前往醫院，接近5萬餘人則透過其他途徑到醫院求醫。醫院照顧5,510名患者，其中17人重傷，37人有嚴重視力傷害，984人有中度視力傷害。這些人大多數的醫院報告是出現「焦慮問題」。
中午過後，受到毒氣輕微影響的民眾視力逐漸恢復，並紛紛出院。其餘患者大多於翌日出院返家，在一個星期內只有少數病危病人依然留在醫院。攻擊當天的死亡人數為8人，死亡人數最終上升至14人，最後一名罹難者於2020年3月10日直接因為沙林毒氣所導致的後遺症死亡。
此次毒氣攻擊事件总计受傷人數為6,251人（49人重傷），死亡人數為14人。

## 紀錄片
早於1995年時，日本紀錄片導演森達也於任職電視台節目編輯時，接受電視台簽約開始拍攝奥姆真理教，用攝影機長時間記錄了教團内部的日常，並製作了紀錄片《A》及《A2》。來到2010年，網路科技更為發達、開放後年輕人於網上翻看《A》及《A2》，開始用不同的角度、切入點去看毒氣事件的元凶真理教。

## 後續
2010年3月20日，沙林毒氣事件發生15周年後，在東京霞關站舉行紀念儀式，首相鳩山由紀夫與國土交通大臣前原誠司都前往獻花哀悼。
在稍早的2月22日，据共同社報導，事件當時的警察廳長官國松孝次與東京地鐵沙林毒氣事件受害者會代表發言人高橋靜惠（日語：高橋シズヱ）會面。在會面中，國松孝次提到，警方曾收到線報，指奧姆真理教已得知警方將於3月22日進行搜查，並會進行擾亂活動；但也強調由於情報不具體，當時警方不能預計奧姆真理教是否會發動大規模襲擊。
2011年11月21日，在最後一名被告遠藤誠一獲判死刑定讞後，除了在逃者外，案件审理结束。
2011年12月31日，三名在逃者之一的平田信到警局自首，卻發生查緝專刊上的檢舉電話打不通、他不知道警署門口在哪、警視廳值班警員以為是惡作劇要求他去其他警署辦理等問題，最後他在丸之內警署自首。平田信表示，因為看到東日本大地震時上萬無辜人命犧牲，自己卻逍遙法外，感到愧疚而決定自首。日本輿論因此大力批评警察機關的作為。
2012年6月3日，日本警方抓获了东京地铁沙林案嫌疑人、被通缉17年的奥姆真理教徒菊地直子。
2012年6月15日早晨，日本警方在東京都大田區西蒲田的一間漫畫咖啡店逮捕最後一位在逃特別嫌犯高橋克也，正式宣告長達17年的沙林毒氣事件落幕。
2014年3月7日，平田信被東京地方裁判所判處9年監禁。
2014年6月30日，菊地直子被東京地方裁判所一審判處5年監禁，後于二審被判無罪。
2015年4月30日，高橋克也被東京地方裁判所判處終身監禁。
2016年3月20日，在沙林毒氣事件發生21周年之日，在東京霞關站舉行了紀念儀式，首相安倍晉三前往該站獻花致意，他表示：「我對地下鐵沙林毒氣事件的罹難者表示哀悼，並再次對遺族們致上遺憾之意。此外，對於現在仍受到沙林毒氣後遺症所苦的民眾，也致上我的慰問。」「雖然事件已經經過了20年以上，但決不能讓它就此被遺忘。我將此時的心情深埋在心裡，並期望可以齊備防範恐怖事件於未然的對策，以不讓此種卑劣至極的事件再度發生。」。
2018年7月6日，日本法務省宣布麻原彰晃、遠藤誠一、土谷正實、新实智光、早川紀代秀、中川智正以及井上嘉浩的死刑執行完畢。
2018年7月26日，日本法務省宣布對剩餘六名共犯岡崎一明、横山真人、端本悟、林泰男、豐田亨以及廣瀨健一執行死刑，至此奧姆真理教所有被判死刑的人犯全數完成執行死刑。

### 引用
1. ↑  . 日本警察厅.   [2021-10-20]. （原始内容存档于2020-11-06）.
2. ↑  . 日本警察厅.   [2021-10-20]. （原始内容存档于2021-10-21）.
3. ↑  . 朝日新闻.   [2021-10-20]. （原始内容存档于2021-10-27）.
4. ↑  Amy E. Smithson and Leslie-Anne Levy. .  (报告). Henry L. Stimson Centre: 91–95, 100. October 2000  [15 December 2014]. Report No. 35. （原始内容存档于25 December 2014）.
5. ↑  Ramesh C. Gupta. . Academic Press. 2015: 27  [28 July 2018]. ISBN 9780128004944. （原始内容存档于28 July 2018）.
6. ↑  . 47News. Kyodo News. 11 March 2010  [6 May 2021]. （原始内容存档于16 May 2013） （日语）.
7. ↑  Tanaka, Richi; Tatsumi, Kenji. . The Mainichi. 20 March 2020  [6 May 2021]. （原始内容存档于2021-10-22）.
8. ↑  . 中央社. 2018-07-06  [2018-07-06]. （原始内容存档于2018-07-06）.
9. 1 2  . www.s-a-t.org.   [2025-02-24]. （原始内容存档于2025-03-19） （日语）.
10. ↑  . www.s-a-t.org.   [2025-04-17]. （原始内容存档于2025-02-25） （日语）.
11. ↑  Asahi.com Website, Death sentences upheld for cultists
12. ↑  . nordot.app.   [2025-04-17]. （原始内容存档于2025-03-22） （日语）.
13. 1 2  . dl.ndl.go.jp.   [2025-04-17] （日语）.
14. ↑   (PDF). moj.go.jp.   [2025-04-17]. （原始内容存档 (PDF)于2025-02-21） （日语）.
15. ↑  . bunshun.jp.   [2025-04-17]. （原始内容存档于2024-12-03） （日语）.
16. ↑  . diamond.jp.   [2025-04-17]. （原始内容存档于2025-02-18） （日语）.
17. ↑   (PDF).   [2011-10-03]. （原始内容 (PDF)存档于2009-09-30）.
18. ↑   (PDF).   [2011-10-03]. （原始内容 (PDF)存档于2009-09-30）.
19. ↑  .   [2018-04-02]. （原始内容存档于2018-04-02）.
20. ↑  . 產經新聞. 2010-03-20. （原始内容存档于2010-11-05）.
21. 1 2  －共同新聞社
22. ↑  . 中國時報. 2012-01-05  [2021-03-27]. （原始内容存档于2021-06-17）.
23. ↑  . 中國新聞網. 2012-01-04  [2012-01-08]. （原始内容存档于2015-02-17）.
24. ↑  . 共同社. 2012-06-03  [2012-06-03]. （原始内容存档于2012-07-07）.
25. ↑  日警方捕獲奧姆真理教最後一名疑犯 （页面存档备份，存于）－BBC中文網
26. ↑  . NHK. 2016-03-20. （原始内容存档于2016-03-20）.
27. ↑  . 东森新闻. 2018-07-06  [2018-07-06]. （原始内容存档于2018-07-06）.
28. ↑  . 聯合新聞網. 2018-07-26  [2018-07-26]. （原始内容存档于2020-12-04）.

## 外部連結
- 當日目擊者的日記 （页面存档备份，存于）（日語）